# Grisolles (Tarn i Garonna)
Grisolles – miejscowość i gmina we Francji, w regionie Oksytania, w departamencie Tarn i Garonna.
Według danych na rok 1990 gminę zamieszkiwały 2772 osoby, a gęstość zaludnienia wynosiła 157 osób/km² (wśród 3020 gmin regionu Midi-Pireneje Grisolles plasuje się na 123. miejscu pod względem liczby ludności, natomiast pod względem powierzchni na miejscu 647.).

## Zabytki

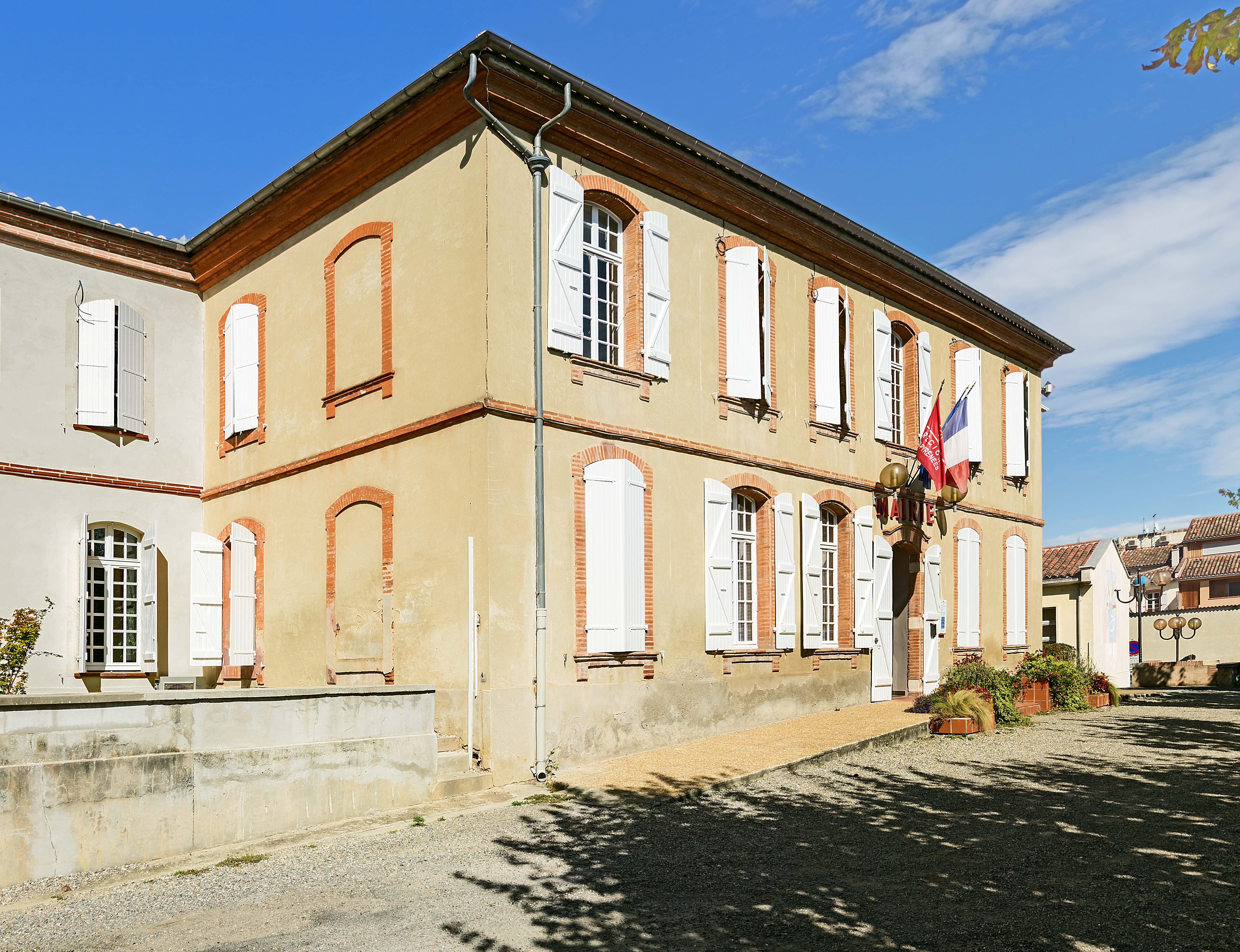
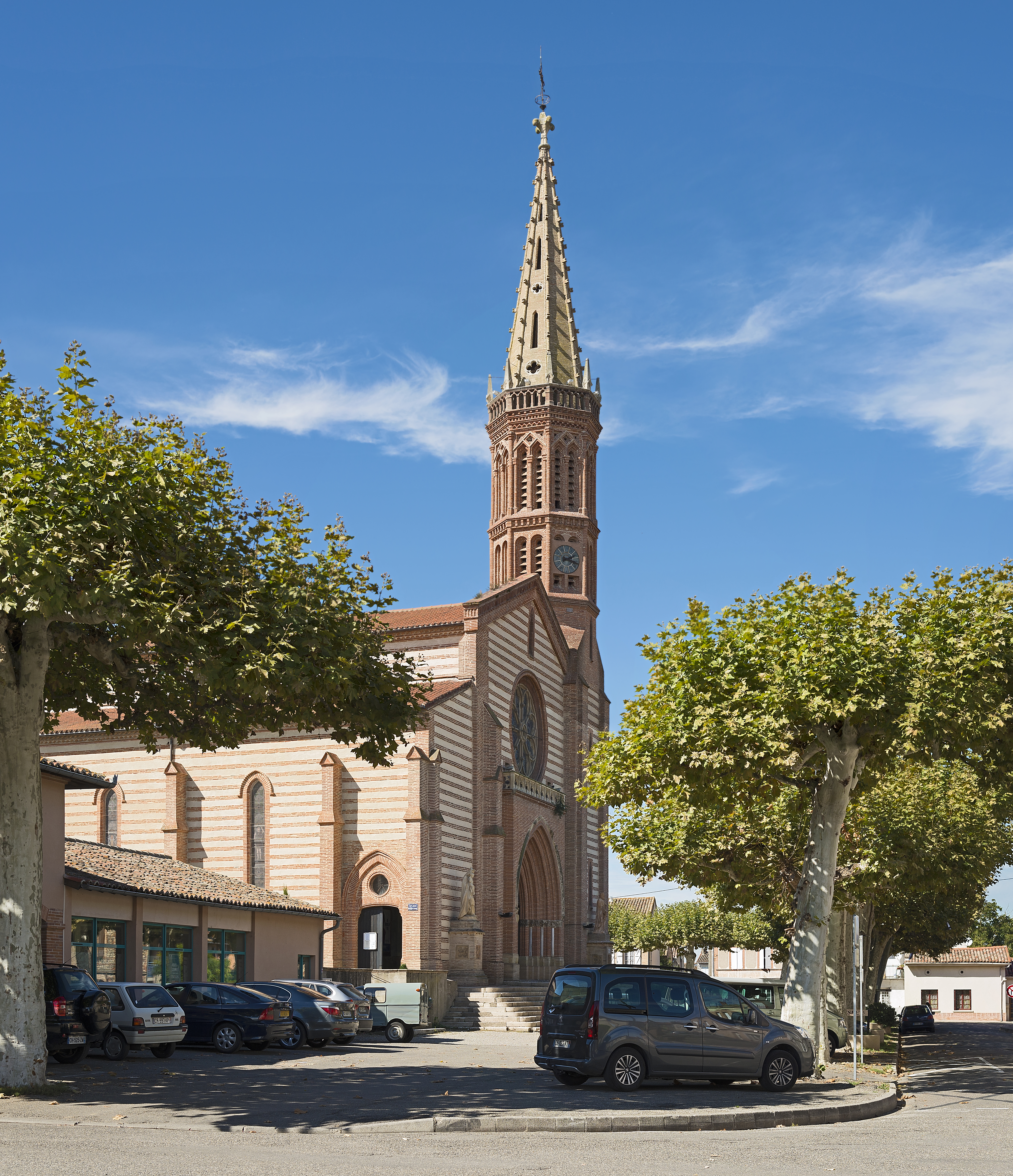
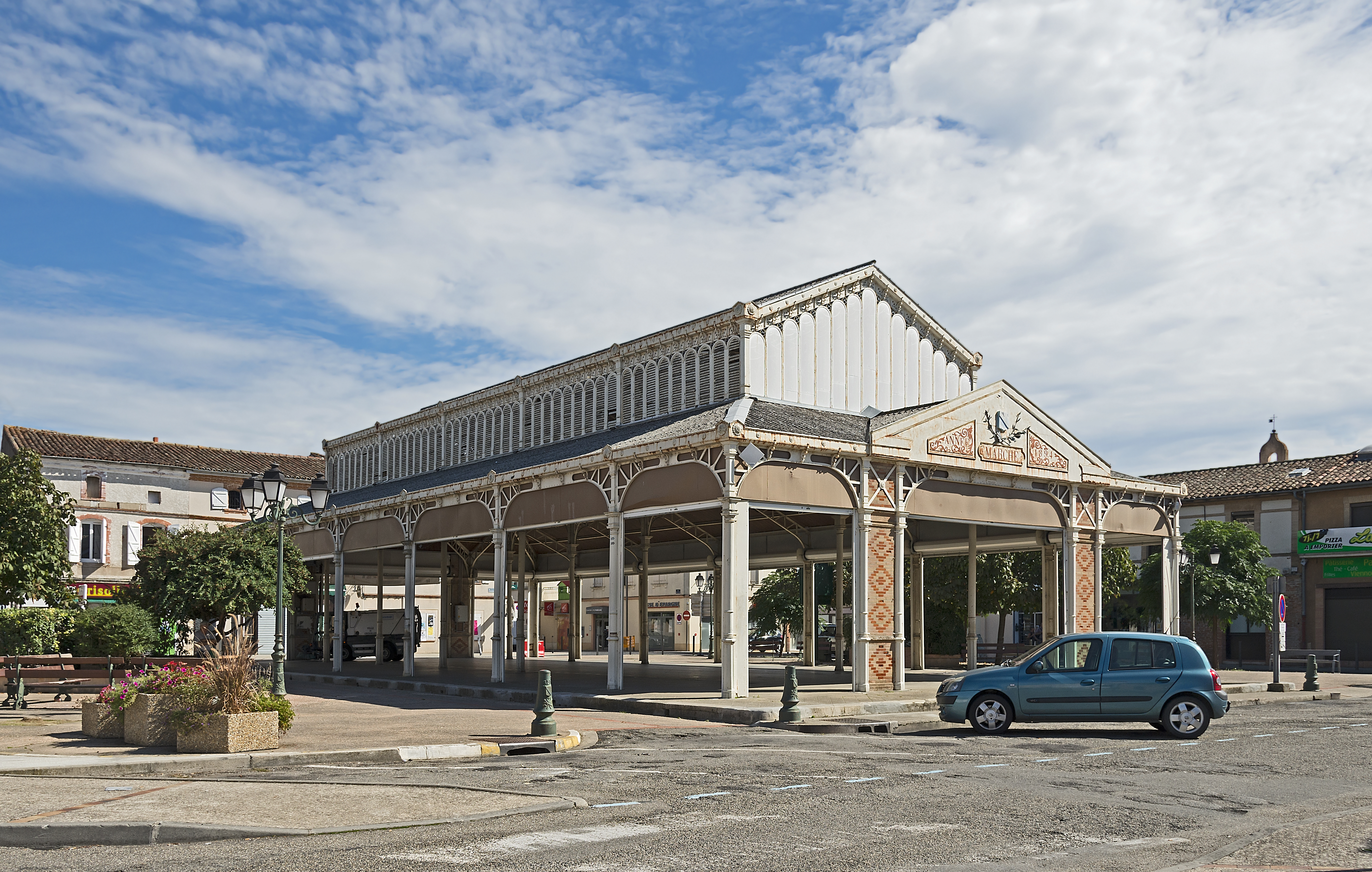
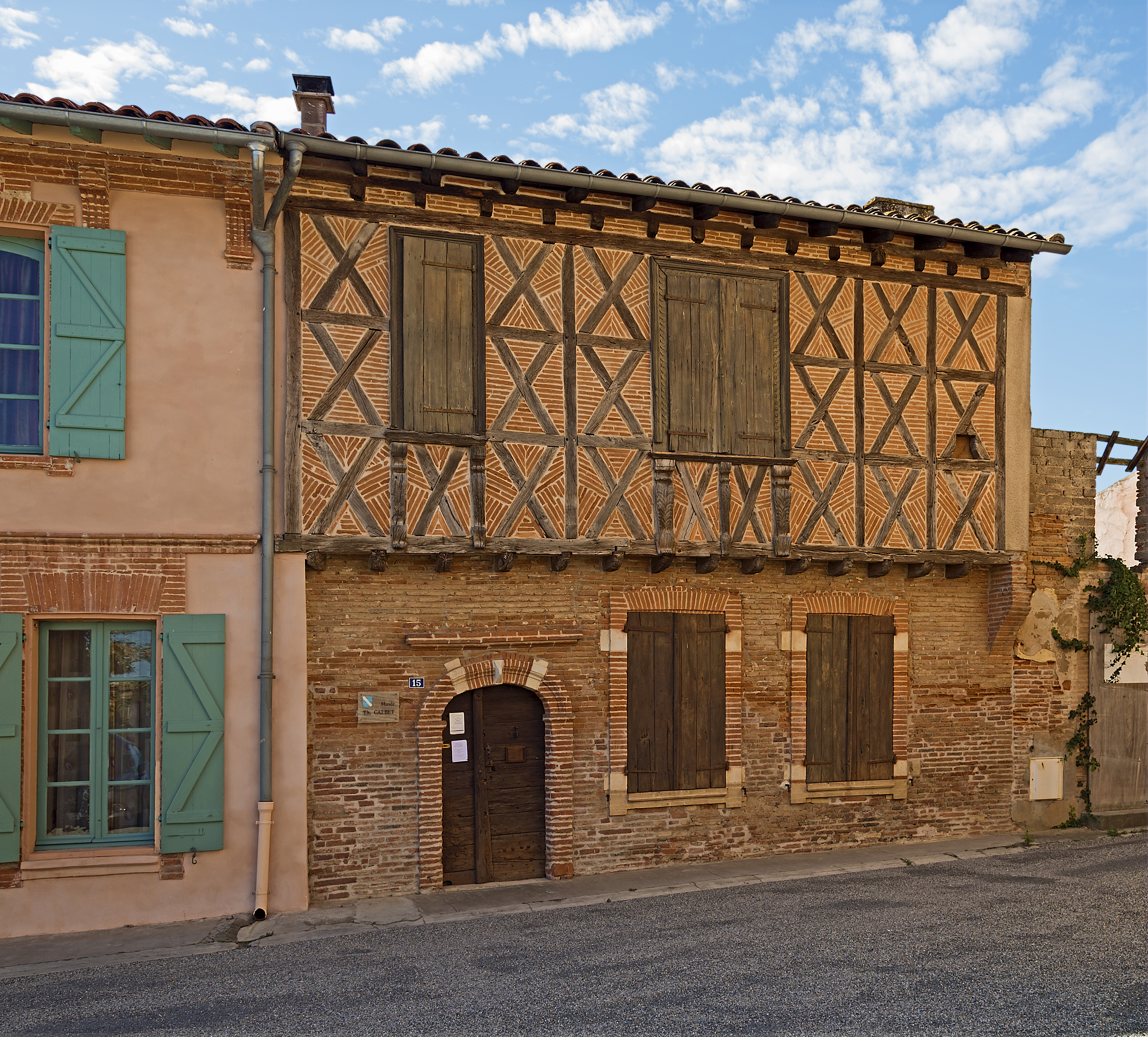